# جون مارتن داركو
جون مارتن داركو (بالإنجليزية: John Martin Darko)‏ هو كاهن كاثوليكي غاني، ولد في 30 مايو 1945، وتوفي في 12 يناير 2013 بسبب مرض.